# Gende
Le gende est une langue papoue parlée en Papouasie-Nouvelle-Guinée, dans la province de Madang.

## Classification
Le gende fait partie des langues kainantu-gorokanes qui sont rattachées à la famille des langues de Trans-Nouvelle Guinée.

## Phonologie
Les consonnes et les voyelles du gende :

### Voyelles
|         | Antérieure | Centrale | Postérieure |
| ------- | ---------- | -------- | ----------- |
| Fermée  | i [i]      |          | u [u]       |
| Moyenne | e [e]      |          | o [o]       |
| Ouverte |            | a [ɑ]    |             |

### Consonnes
|              |              | Bilabiales | Alvéolaires | Dorsales | Dorsales |
| ------------ | ------------ | ---------- | ----------- | -------- | -------- |
| Palatales    | Vélaires     | Bilabiales | Alvéolaires |          |          |
| Occlusives   | Sourde       | p [p]      | t [t]       |          | k [k]    |
| Occlusives   | Sonore       | b [b]      | d [d]       |          | g [g]    |
| Fricative    | Fricative    | β [β]      | z [z]       |          | ɣ [ɣ]    |
| Nasale       | Nasale       | m [m]      | n [n]       |          |          |
| Roulée       | Roulée       |            | ɾ [ɾ]       |          |          |
| Semi-voyelle | Semi-voyelle | w [w]      |             | j [ j]   |          |

### Allophones
Les occlusive [b], [d] et [g] sont prénasalisées au milien du mot.
- ambova, ne t'en vas pas: [am͡boβa]
- anga, haricot : [aŋ͡ga]

La fricative [ɣ] se rencontre entre deux voyelles aɣa. La nasale [n] est parfois palatalisée [ɲ].

## Sources
- (en) Anonyme, Gende Organized Phonological Data, manuscrit, Ukarumpa, SIL.